# Hartshead
Hartshead – wieś w Anglii, w hrabstwie ceremonialnym West Yorkshire, w dystrykcie metropolitalnym Kirklees. Leży 17 km na południowy zachód od miasta Leeds i 266 km na północny zachód od Londynu.